# Aschnaoonops
Genre
Aschnaoonops est un genre d'araignées aranéomorphes de la famille des Oonopidae.

## Distribution
Les espèces de ce genre se rencontrent en Amérique du Sud et aux Antilles.

## Liste des espèces
Selon World Spider Catalog (version 15.0, 2014) :
- Aschnaoonops alban Platnick, Dupérré, Berniker. & Bonaldo, 2013
- Aschnaoonops aquada Platnick, Dupérré, Berniker. & Bonaldo, 2013
- Aschnaoonops aschnae Makhan & Ezzatpanah, 2011
- Aschnaoonops belem Platnick, Dupérré, Berniker. & Bonaldo, 2013
- Aschnaoonops bocono Platnick, Dupérré, Berniker. & Bonaldo, 2013
- Aschnaoonops caninde Platnick, Dupérré, Berniker. & Bonaldo, 2013
- Aschnaoonops chingaza Platnick, Dupérré, Berniker. & Bonaldo, 2013
- Aschnaoonops chorro Platnick, Dupérré, Berniker. & Bonaldo, 2013
- Aschnaoonops cosanga Platnick, Dupérré, Berniker. & Bonaldo, 2013
- Aschnaoonops cristalina Platnick, Dupérré, Berniker. & Bonaldo, 2013
- Aschnaoonops gorda Platnick, Dupérré, Berniker. & Bonaldo, 2013
- Aschnaoonops huila Platnick, Dupérré, Berniker. & Bonaldo, 2013
- Aschnaoonops indio Platnick, Dupérré, Berniker. & Bonaldo, 2013
- Aschnaoonops jaji Platnick, Dupérré, Berniker. & Bonaldo, 2013
- Aschnaoonops jatun Platnick, Dupérré, Berniker. & Bonaldo, 2013
- Aschnaoonops leticia Platnick, Dupérré, Berniker. & Bonaldo, 2013
- Aschnaoonops malkini Platnick, Dupérré, Berniker. & Bonaldo, 2013
- Aschnaoonops margaretae Platnick, Dupérré, Berniker. & Bonaldo, 2013
- Aschnaoonops marshalli Platnick, Dupérré, Berniker. & Bonaldo, 2013
- Aschnaoonops marta Platnick, Dupérré, Berniker. & Bonaldo, 2013
- Aschnaoonops masneri Platnick, Dupérré, Berniker. & Bonaldo, 2013
- Aschnaoonops merida Platnick, Dupérré, Berniker. & Bonaldo, 2013
- Aschnaoonops meta Platnick, Dupérré, Berniker. & Bonaldo, 2013
- Aschnaoonops orito Platnick, Dupérré, Berniker. & Bonaldo, 2013
- Aschnaoonops paez Platnick, Dupérré, Berniker. & Bonaldo, 2013
- Aschnaoonops pamplona Platnick, Dupérré, Berniker. & Bonaldo, 2013
- Aschnaoonops pedro Platnick, Dupérré, Berniker. & Bonaldo, 2013
- Aschnaoonops pira Platnick, Dupérré, Berniker. & Bonaldo, 2013
- Aschnaoonops propinquus (Keyserling, 1881)
- Aschnaoonops ramirezi Platnick, Dupérré, Berniker. & Bonaldo, 2013
- Aschnaoonops silvae Platnick, Dupérré, Berniker. & Bonaldo, 2013
- Aschnaoonops similis (Keyserling, 1881)
- Aschnaoonops simla (Chickering, 1968)
- Aschnaoonops simoni Platnick, Dupérré, Berniker. & Bonaldo, 2013
- Aschnaoonops tachira Platnick, Dupérré, Berniker. & Bonaldo, 2013
- Aschnaoonops tariba Platnick, Dupérré, Berniker. & Bonaldo, 2013
- Aschnaoonops teleferico Platnick, Dupérré, Berniker. & Bonaldo, 2013
- Aschnaoonops tiputini Platnick, Dupérré, Berniker. & Bonaldo, 2013
- Aschnaoonops trujillo Platnick, Dupérré, Berniker. & Bonaldo, 2013
- Aschnaoonops villalba Platnick, Dupérré, Berniker. & Bonaldo, 2013
- Aschnaoonops yasuni Platnick, Dupérré, Berniker. & Bonaldo, 2013

## Publication originale
- Makhan & Ezzatpanah, 2011 : Aschnaoonops aschnae gen. et sp. nov. from Suriname (Araneae: Oonopidae). Calodema, vol. 131, p. 1-4 (texte intégral).